# Clever La Torre Moscoso
Clever Aldo La Torre Moscoso (San Luis de Shuaro, 30 de abril de 1967) es un agrónomo y político peruano. Es el actual alcalde del distrito de Villa Rica desde el 2019.
Nació en el distrito de San Luis de Shuaro, provincia de Chanchamayo, departamento de Junín, Perú, el 30 de abril de 1967, hijo de Francisco La Torre Carbajal y Pascuala Moscoso Hurtado. Cursó sus estudios primarios y secundarios en la ciudad de Villa Rica y entre 1989 y 1993 cursó estudios superiores de agronomía en la Universidad Nacional Agraria de la Selva de la ciudad de Tingo María. Asimismo, entre 2001 y 2002 cursó la maestría en Finanzas en la misma universidad. Desde el 2007 fue profesor de esa casa de estudios.
Su primera participación política se dio en las elecciones regionales del 2010 en las que fue candidato a vicepresidente del Gobierno Regional de Pasco junto al candidato a presidente Tito Valle Ramírez quedando en segundo lugar tras perder en la segunda vuelta. En las elecciones municipales del 2014 tentó su elección como alcalde del distrito de Villa Rica sin éxito. Fue elegido para ese cargo en las elecciones municipales del 2018.